# 水谷信子
水谷 信子（みずたに のぶこ、1929年6月 - ）は、日本語教育学者、お茶の水女子大学・明海大学名誉教授。旧姓・須藤。夫は言語学者の水谷修。
東京生まれ。東京女子高等師範学校文科三年修了、1952年旧制東京大学文学部英文科卒。ミシガン大学大学院留学。1953年から英語国民に対する日本語教育に従事。1962年日本研究センター勤務、教授、副所長。1970-75年文化放送ラジオ講座「百万人の英語」講師。1986年お茶の水女子大学文教育学部教授、95年定年退官、名誉教授、明海大学外国語学部教授。2000年名誉教授。アメリカ・カナダ大学連合日本研究センター教授。

## 著書
- 『ファミリー米会話』ジャパン・タイムズ 1968
- 『心をつかむ英会話』ジャパンタイムズ 1974
- 『英語の生態 話しことばとしての英語を考える』ジャパンタイムズ 1982
- 『日英比較話しことばの文法』くろしお出版 1985
- 『総合日本語中級』凡人社 1987
- 『基礎からよくわかる英作文 改訂版』旺文社 1989
- 『日本語教育の内容と方法 構文の日英比較を中心に』アルク NAFL選書 1989
- 『現代日本語初級総合講座』1992 アルクの日本語テキスト
- 『基礎からよくわかる問題集英作文』旺文社 1994
- 『実例で学ぶ誤用分析の方法』アルク 1994 日本語の教え方・実践マニュアル
- 『総合日本語初級から中級へ』アルク編 凡人社 1994
- 『日本語教育概論』放送大学教育振興会 1997
- 『現代日本語中級総合講座』1998 アルクの日本語テキスト
- 『心を伝える日本語講座』研究社出版 1999
- 『続・日英比較話しことばの文法』くろしお出版 2001
- 『日本語の教室作業 プロ教師を目指すための12章』アルク 2007

### 共編著
- 『百万人の英会話 改訂新版』P.B.オブラス共著 旺文社 1977
- 『An Introduction to Modern Japanese』水谷修共著 ジャパンタイムズ、1977
- 『新聞で学ぶ日本語 読んで話す現代の日本』水谷修共著　ジャパンタイムズ、1981
- 『外国人の疑問に答える日本語ノート』全4巻　水谷修共著 ジャパンタイムズ 1988‐89
- 『Situational Japanese』水谷修共著　ジャパンタイムズ、1990
- 『Communication cues』水谷修共著　ジャパンタイムズ、1994
- 『Let’s learn Japanese』NHK 海外放送部共著　講談社インターナショナル、1993-94
- 『入門日本語 発展編』佐々木泰子共著 1995 アルクの日本語テキスト
- 『Travelers’ Japanese』水谷修共著　ジャパンタイムズ、1997
- 『日本語ノート』水谷修共著　ジャパンタイムズ　2011

## 注
1. ↑  『現代日本人名録』『日本語ノート』著者紹介